# 別府駐屯地
別府駐屯地（べっぷちゅうとんち、JGSDF Camp Beppu）は、大分県別府市大字鶴見4548-143に所在し、第41普通科連隊等が駐屯する陸上自衛隊の駐屯地。

## 概要
駐屯地司令は、第41普通科連隊長が兼務。
最寄の演習場は、十文字原演習場と日出生台演習場。
分屯地として、大分分屯地が大分市に所在。かつては、南別府駐屯地の一部機能を担当していた。
以前は温泉療養所が付属しており、円谷幸吉が療養していたことがある。

## 沿革
旧陸上自衛隊別府駐屯地
- 1957年（昭和32年）12月16日：野口原のキャンプ・チッカマウガ（現在の別府公園）が米軍から返還され、第3特科群が久留米駐屯地から移駐し、別府駐とん地として新設[1][2]。第3特科群長を駐屯地司令職に職務指定。
- 1959年（昭和34年）8月13日：第3教育団本部を設置、第111教育大隊新編[2]。第3教育団長を駐屯地司令職に職務指定。
- 1962年（昭和37年）
  - 7月26日：第13師団隷下の第17普通科連隊第2大隊が曾根駐屯地から移駐。
  - 8月15日：第17普通科連隊第2大隊を母体に第41普通科連隊が新編[2]。新編された第4師団に隷属。
- 1966年（昭和41年）3月9日：第3特科群第111特科大隊が湯布院駐屯地に移駐[3]。
- 1969年（昭和44年）8月1日：第3教育団本部が相浦駐屯地に移駐[2]。第41普通科連隊長を駐屯地司令職に職務指定。
- 1977年（昭和52年）4月28日：第3特科群が湯布院駐屯地に移駐[2]。

陸上自衛隊別府駐屯地
- 1978年（昭和53年）8月：野口原（別府公園）の旧駐屯地から現在の扇山にある新駐屯地に移駐[2]。
- 1999年（平成11年）3月29日：第111教育大隊が廃止[2]。
- 2003年（平成15年）3月27日：第4後方支援連隊第2整備大隊第3普通科直接支援隊（第41普通科連隊を支援）が新編[2]。
- 2013年（平成25年）3月26日：第3普通科直接支援隊が第3普通科直接支援中隊へ改編[2]。
- 2014年（平成26年）4月：西部方面通信群本部中隊映像写真小隊地上伝送班別府地上組を配置[2]。

## 駐屯部隊

### 西部方面隊隷下部隊
- 第4師団
  - 第41普通科連隊
  - 第4後方支援連隊
    - 第2整備大隊
      - 第3普通科直接支援中隊：第41普通科連隊を支援
- 西部方面システム通信群
  - 群本部中隊
    - 映像写真小隊
      - 地上伝送班
        - 別府地上組

  - 第102基地システム通信大隊
    - 第304基地通信中隊
      - 別府派遣隊[4]
- 西部方面会計隊
  - 第404会計隊
- 別府駐屯地業務隊

### 防衛大臣直轄部隊
- 警務隊
  - 西部方面警務隊
    - 第134地区警務隊
      - 別府派遣隊

### 共同の機関
- 自衛隊大分地方協力本部
  - 大分地域援護センター

## 最寄の幹線交通
- 高速道路：東九州自動車道別府IC
- 一般道：国道10号、国道500号、大分県道・熊本県道11号別府一の宮線、大分県道24号日出山香線、大分県道52号別府庄内線、大分県道617号鳥越湯布院線
- 鉄道：JR九州日豊本線別府駅
- 港湾：別府港、大分港、中津港、津久見港、佐伯港（重要港湾）、臼杵港、国東港、守江港（地方港湾）
- 飛行場：大分空港（第二種空港）、大分県央飛行場（その他の飛行場）

## 重要施設
- 新大分発電所（出力229.5万kW。LNG）（大分市）
- 八丁原発電所（出力11.2万kW。地熱）（玖珠郡九重町）
- 東九州変電所（超高圧変電所）（臼杵市）
- 大分変電所（一次変電所）（大分市）
- 東九州幹線（豊前変電所から東九州変電所までの亘長107.39 km[5]の、50万Vの送電線路）
- 新日鐵住金大分製鐵所（年間粗鋼生産量は約850万トン（国内第4位）、世界最大の高炉を有している。）（大分市）
- 海上自衛隊佐伯基地（豊後水道の入口に所在する。）（佐伯市）
- 陸上自衛隊大分分屯地(別府駐屯地管理。九州補給処大分弾薬支処・第101弾薬大隊駐屯。)